# Alaşehir
Alaşehir é uma cidade da Turquia, conhecida na Antiguidade como Filadélfia. Em 1990 tinha 36 649 habitantes.

## História
Localizada na Ásia Menor, foi fundada em 189 a.C. pelo rei Eumenes II de Pérgamo. Fez parte do Reino da Lídia, foi mencionada no terceiro capítulo do Apocalipse (Apocalipse 3:11), da Bíblia, no trecho conhecido como "Cartas às sete igrejas do Apocalipse".